# Justin Leiber

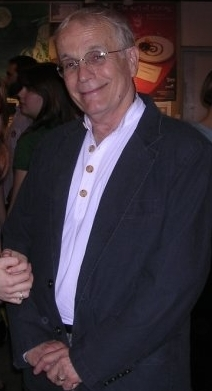
Justin Leiber (2011)

Justin Fritz Leiber (* 8. Juli 1938 in Chicago, Illinois; † 22. März 2016 in Tallahassee, Florida) war ein US-amerikanischer Hochschullehrer und Schriftsteller.

## Leben
Justin Fritz Leiber wurde 1938 in Chicago als Sohn des Science-Fiction-Schriftstellers Fritz Leiber geboren. Leiber studierte Philosophie an der University of Oxford und erhielt dort einen Bachelor. Anschließend promovierte er an der University of Chicago. Ab den 1960er Jahren lehrte er an verschiedenen Universitäten in den Bundesstaaten New York und Texas. Später wurde er Philosophieprofessor an der Florida State University. Des Weiteren war er visiting fellow an der University of Oxford.
Leibers wissenschaftliches Interesse umfasste Philosophie, Linguistik und Kognitionswissenschaft. In seinen Fragestellungen griff er oft Ansätze der Science-Fiction auf, wie etwa 1985 in seinem Buch Can Animals and Machines Be Persons? Neben seinen zahlreichen wissenschaftlichen Veröffentlichungen schrieb Leiber auch einige belletristische Bücher. So veröffentlichte er 1980 mit Beyond Rejection seinen ersten Science-Fiction-Roman, auf den zwei Fortsetzungen folgten. Mit The Sword and the Eye (1985) und The Sword and the Tower (1986) veröffentlichte er zwei Fantasy-Romane.
Im März 2016 starb Leiber im Alter von 77 Jahren in Tallahassee, Florida an einer Prostatakrebserkrankung. Er war verheiratet und hatte zwei Kinder.

## Veröffentlichungen
Roman
- Beyond
  - Beyond Rejection (1980); deutsch: Ego-Transfer, ISBN 978-3-404-22064-9
  - Beyond Humanity (1987)
  - Beyond Gravity (1988)
- Saga of the House of Eigin
  - The Sword and the Eye (1985)
  - The Sword and the Tower (1986)

Sachbuch
- Can Animals and Machines Be Persons? (1985)